# Аз-Забіра (копальня)
Аз-Забіра (копальня) — підприємство рудної промисловості на північному сході Саудівської Аравії.
Підприємство належить Industrial Minerals Company, яка є дочірньою структурою групи Ma'aden. Воно почало роботу у 2008 році та первісно продукувало лише низькосортні боксити, що використовуються цементними заводами для покращення якості цементу. З 2011-го також почали видобування каоліну, споживачем якого є виробництво добрив Ma'aden Phosphate Company, головним учасником якої є та сама група Ma'aden.
Видобування провадиться відкритим способом на центральній ділянці ліцензійної території Аз-Забіра. Підтверджені та ймовірні запаси проєкту станом на 2011-й оцінено на рівні 2,7 млн тонн каоліну та 3,7 млн тонн бокситів, крім того, ресурси всіх категорій (виміряні, показані та передбачені) оцінювались у 10,2 млн тонн каоліну та 36 млн тонн бокситів.
У 2013-му фактичний видобуток становив 64 тисячі тонн каоліну та 1044 тисячі тонн бокситів. Станом на 2018 рік випуск бокситів зменшився до 283 тисяч тонн.
Можливо відзначити, що на південній ділянці Аз-Забіра розташований ще один гірничозбагачувальний комбінат групи Ma'aden у Ал-Байта, який видобуває високоякісні боксити для потреб металургійної промисловості.